# Fahrzeug mit einer Bauartgeschwindigkeit von 10 km/h
Fahrzeug mit einer Bauartgeschwindigkeit von 10 km/h (im Gesetz Kraftfahrzeug mit einer Bauartgeschwindigkeit von nicht mehr als 10 km/h; im Sprachgebrauch auch kurz 10-km/h-Fahrzeug) ist eine Fahrzeugklasse im österreichischen Verkehrsrecht.

## Zum Begriff
Der Begriff findet sich im § 1 Abs. 2 lit. a Kraftfahrgesetz (KFG 1967, i. d. F. 2019), in der Straßenverkehrsordnung (aktuell StVO 1960 i.d.g.F.) und im Führerscheingesetz (FSG).
Kraftfahrzeuge, deren Bauartgeschwindigkeit (durch die Bauart bedingte höchstmögliche Geschwindigkeit) nur maximal 10 km/h beträgt, sind, ebenso wie mit solchen Fahrzeugen gezogene Anhänger, prinzipiell vom KFG ausgenommen (§ 1 Abs. 2 lit. a KFG).
Typische 10-km/h-Fahrzeuge waren früher Traktoren und ähnliche landwirtschaftliche Fahrzeuge, für die diese Ausnahme geschaffen wurde, heute sind es meist Leichtfahrzeuge wie beispielsweise Golf-Caddys oder Seniorenmobile.

## Spezielle Regelungen
Einige Vorschriften des KFG gelten trotzdem. So brauchen solche Fahrzeuge – wie alle anderen für die Straße zugelassenen – Name oder die Marke des Erzeugers, Fahrgestell- und Motornummer (§ 28 Abs. 1 KFG), sowie Bremsanlage, Beleuchtung, Rückstrahler (§ 57 Kraftfahrzeuggesetz-Durchführungsverordnung, § 72–73 StVO). Weiters sind allgemeine maximale Abmessungen einzuhalten (§ 57 KDV, § 71 StVO).
Außerdem  regelt der § 96 KFG weitere spezielle technische und betriebsbezogene Anforderungen speziell für diese Kategorie:
- die 10 km-Tafel, die vollständig sichtbar anzubringen ist (Abs. 1)
- eine Bescheinigung über die Feststellung der Bauartgeschwindigkeit bis 10 km/h und allfällige Sonderbewilligungen bezüglich Abmessungen, Achslasten oder Gesamtgewicht (auf Fahrten mitzuführen; Abs. 3–7)
- eine höchste zulässige Stärke des Betriebsgeräusches darf nicht überschritten werden (Abs. 1 und 2)

Beim Betrieb eines 10-km/h-Fahrzeuges sind prinzipiell die Verkehrsvorschriften einzuhalten, wobei solche Fahrzeuge als Lastfahrzeuge gelten. – das heißt, es gelten auch insbesondere Lkw-Fahrverbote. Außerdem legt die Straßenverkehrsordnung fest, dass diese Klasse verkehrsrechtlich wie ein Fuhrwerk zu behandeln ist (§ 2 Abs. 2 Z. 21 StVO), daher gilt insbesondere sinngemäß der VII. Abschnitt Besondere Vorschriften für den Fuhrwerksverkehr der StVO, darunter:
- Mindestalter der Fahrzeuglenker von 16 Jahren (§ 70 Abs. 1) – ein Führerschein ist aber wegen der Ausnahme vom KFG nicht notwendig (explizit auch § 1 Abs. 1a Z. 1 und Abs. 5 FSG)
- zweite Person am Ende bei beladenen geteilten Fahrzeugen (§ 70 Abs. 3)
- auch beladen maximal 2,2 m Breite (Möbelwagen 2,40 m), 3,8 m Gesamthöhe, Länge von 10 m, 10 t Gesamtgewicht mitsamt Personal (§ 71)
- Regelungen über das Ankoppeln (Kraftwagenzug, § 75)

Es gelten jedenfalls aber die Strafbestimmungen § 37 Abs. 1 FSG zum Alkoholgrenzwert und § 37a zum bestimmungsgemäßen  Betrieb des Fahrzeugs (laut § 1 Abs. 1a FSG).
Für 10-km/h-Fahrzeuge ist keine Kraftfahrzeugsteuer zu entrichten.
Die notwendigen Bescheinigungen werden vom Landeshauptmann ausgestellt. In der Folge ist das jeweilige Fahrzeug zu begutachten.